# Bonaire zászlaja
Bonaire zászlajában a csillag magát a szigetet jelöli, hat ága pedig Bonaire hat közigazgatási egységét. A csillagot körbevevő fekete gyűrű egy iránytű, amely Bonaire népének tengerjáró foglalkozására utal, illetve céltudatosságát jelképezi, amellyel a szellem (a sárga) és a világ (a kék) között tájékozódik.
A vörös az energia szimbóluma, valamint Bonaire népéé, az emberek hétköznapi küzdelmeié. A sárga a ragyogó napsütést, a természet szépségét jelképezi (különösképpen a brasilia és a kibrahacha növények sárga virágait). A fehér a szabadság, a nyugalom és a béke jelképe. A kék a tengert szimbolizálja, mely a múltban és ma is az emberek megélhetésének fő forrását jelenti.